# 贡卡湖
28°30′26.38″N 98°54′39.65″E / 28.5073278°N 98.9110139°E
贡卡湖是位于中国云南省迪庆藏族自治州德钦县的一个湖泊。贡卡湖三面环山，一面临澜沧江，湖面为纺锤状，是一处下游被洪积扇阻塞形成的堰塞湖。湖面海拔3529米，面积约0.016平方公里。湖水来源主要为流域降水与上游季节性冰雪融水。除放牧外，湖区极少有人类活动。